# SCH-58261
-{
SCH-58261}- je lek koji se koristi kao potentan i selektivan antagonist za adenozinski receptor A2A, sa više od 50x većim afinitetom za A2A u odnosu na druge adenozinske receptore. On je korišten za istraživanje mehanizma dejstva kofeina, koji je mešoviti A1 / A2A antagonist, i pokazano je da je A2A receptor prvenstveno odgovoran za stimulantno dejstvo kofeina, dok je blokada oba, A1 i A2A, receptora potrebna za precizno reprodukovanje dejstva kofeina kod životinja. Takođe je pokazano da SCH-58261 ima antidepresivno i neuroprotektivno dejstvo u nizu modela na životinjama, i on je istraživan kao mogući tretman za Parkinsonovu bolest.